# Шваб Володимир Сергійович
Володимир Сергійович Шваб (нар. 22 березня 1993, Київ, Україна) — український футболіст, нападник клубу «Мир» (Горностаївка).

## Біографія
Вихованець ДЮФШ «Арсенал» (Київ). Виступав у ДЮФЛ за «Арсенал».
З літа 2012 року перебував у структурі «Арсенал» (Київ), проте перші два роки виступав за юнацьку та молодіжну команду, після чого у 2014 році був заявлений за «Динамо-2» (Київ).
Влітку 2014 року став гравцем клубу «Оболонь-Бровар», а по завершенню сезону Володимир став срібним призером Другої ліги України та припинив співпрацю з клубом.
Сезон 2015/2016 провів як гравець клубу «Арсенал-Київщина». У липні 2016 року разом з іншим гравцем білоцерківського клубу Олександром Боровиком перейшов до складу стрийської «Скали». У грудні того ж року припинив співпрацю з командою. У березні 2017 року став гравцем футбольного клубу «Мир» (Горностаївка).

## Досягнення
- Срібний призер Другої ліги України (1): 2014/15

## Статистика
Станом на 4 вересня 2017 року
| Клуб               | Ліга         | Сезон   | Чемпіонат | Чемпіонат | Кубок | Кубок | Дубль | Дубль |
| Клуб               | Ліга         | Сезон   | Ігри      | Голи      | Ігри  | Голи  | Ігри  | Голи  |
| ------------------ | ------------ | ------- | --------- | --------- | ----- | ----- | ----- | ----- |
| Арсенал (Київ)     | Прем'єр-ліга | 2012/13 |           |           |       |       | 32    | 5     |
| Арсенал (Київ)     | Прем'єр-ліга | 2013/14 |           |           |       |       | 12    | 1     |
| Динамо-2           | Перша ліга   | 2013/14 | 1         | 0         |       |       |       |       |
| Оболонь-Бровар     | Друга ліга   | 2014/15 | 17        | 2         | 2     | 0     |       |       |
| Арсенал-Київщина   | Друга ліга   | 2015/16 | 22        | 4         |       |       |       |       |
| Скала (Стрий)      | Перша ліга   | 2016/17 | 19        | 0         | 1     | 0     |       |       |
| Мир (Горностаївка) | Друга ліга   | 2016/17 | 10        | 1         |       |       |       |       |